# Swansea (Arizona)
Pour les articles homonymes, voir Swansea (homonymie).
Swansea (Arizona) est une importante ville-fantôme perdue en plein désert, à six kilomètres de la rivière Bill Williams, et une cinquantaine de kilomètres au nord de la ville-fantôme d'Ehrenberg, avec des équipements miniers et des habitations mais aucune trace de boutique ou de restaurant, laissant planer un certain mystère sur la vie qu'y menaient les mineurs. Le site fut exploré en 1886 par trois chercheurs d'or, déçus de n'y trouver que du cuivre.
L'un d'eux revint l'année suivante, la valeur du cuivre ayant augmenté sur le marché mondial. À partir de 1904, l'arrivée du train dans la ville de Parker (Arizona) permit une exploitation à meilleure échelle du cuivre.
Le métallurgiste gallois George Mitchell développa la ville en 1907 et lui donna le nom de la cité galloise dont il venait, en créant la "Clara Gold and Copper company", qui eut un certain succès auprès des investisseurs grâce au projet de construire une voie ferrée permettant de désenclaver Swansea.